# Stade FOP Ismaïlovo
Le Stade FOP Ismaïlovo (en russe : Стадион ФОП Измайлово), est un stade omnisports russe, principalement utilisé pour le football, situé à Moscou, la capitale du pays.
Doté de 13 000 places, le stade est inauguré en 1989.

## Histoire
Durant les années 1930, les dirigeants soviétiques décident de construire un gigantesque stade d'environ 120 000 spectateurs. La construction débute en 1934 et se poursuit jusqu'en 1939 avant d'être abandonnée à cause de la Guerre d'Hiver puis du début de la seconde Guerre mondiale. Mais certaines théories prétendent que la construction de ce stade n'était qu'un prétexte visant à cacher la construction secrète d'un bunker (relié au Kremlin par une succession de galeries souterraines) pour Staline et d'autres personnalités de haut rang de l'URSS.
Après la mort de Staline en 1953, la construction du stade est abandonnée.
Ce n'est que vers la fin des années 1980 que les travaux du stade, arrêtés depuis plus de 30 ans, reprennent. Une piste d'athlétisme est construite et le stade est finalement inauguré en 1989.
Une des caractéristiques du stade est la présence d'équipements militaires, comme un canon antiaérien ou un avion de chasse.
Après une légère rénovation en 2009, le club de football du Sportakademklub Moscou s'y installe pour en faire son stade à domicile.

## Accessibilité
Depuis 1990, le stade est accessible à pied depuis la station de métro Tcherkizovskaïa de la ligne 1.

## Galerie

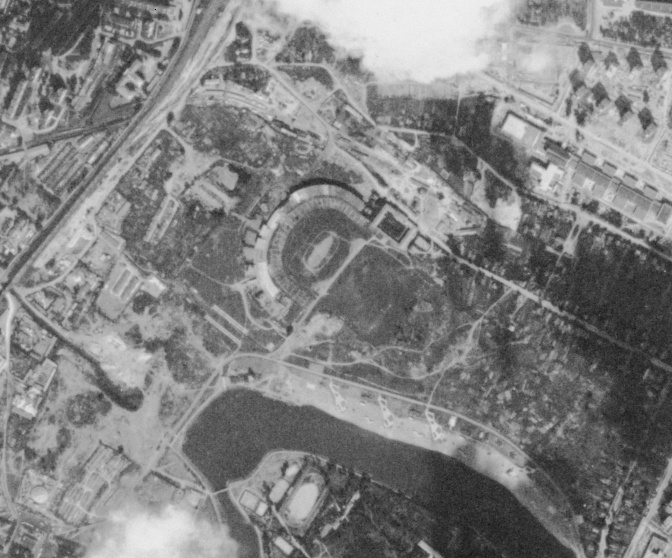
Vue aérienne du stade inachevé dans les années 1970